# Рікугіен
Рікугіен (яп. 六義園) — ландшафтний парк, що розташований у столиці Японії, місті Токіо у районі Бункьо — одному із особливих районів Токіо, відомому як великий навчальний центр з багатою історією. Назва саду походить від поєднання двох понять — «рікугі», який символізує шість видів середньовічної поезії вака, а «ен» — сад або парк. Центральне місце в парку займає невеликий, викопаний вручну ставок з різними горбкуватими островами. Навколо ставка розташовані лісові масиви, поодинокі посадки вільноростучих і стрижених форм, пагорби з японськими скульптурами і кам'яними ліхтариками і кілька чайних будиночків.

## Історія
Історія саду Рікугіен почалася в 1695 році, коли сьогун Токуґава Цунайосі подарував мальовничу ділянку землі своєму верховному раднику і фавориту Янагісаві Йошіясу, який вирішив розбити тут сад. Йошіясу любив поезію вака і тому спроектував сад на основі 88-ми поетичних образів з творів «Манйосю» і «Кокінсю». Відповідні їм пейзажні композиції і зони були відзначені кам'яними стовпчиками і написами. Зараз з 88-ми стовпчиків збереглися лише 32. Будівництво велося в 1695—1702 роках, Йошіясу особисто керував усіма роботами, протягом 8 років йому щодня приносили замальовки виконаних робіт.
В епоху Мейдзі (кінець XIX століття) сад служив другою резиденцією засновника компанії «Міцубісі» Ятаро Івасакі.
У 1938 році сім'я Івасаки, відома своєю благодійною діяльністю, подарувала сад Рікугіен міському управлінню міста Токіо, що швидко зробило його популярним місцем відпочинку міського населення. У 1953 році цей сад, як місце виняткової краси, увійшов до списку об'єктів культурної спадщини Японії.

## Опис

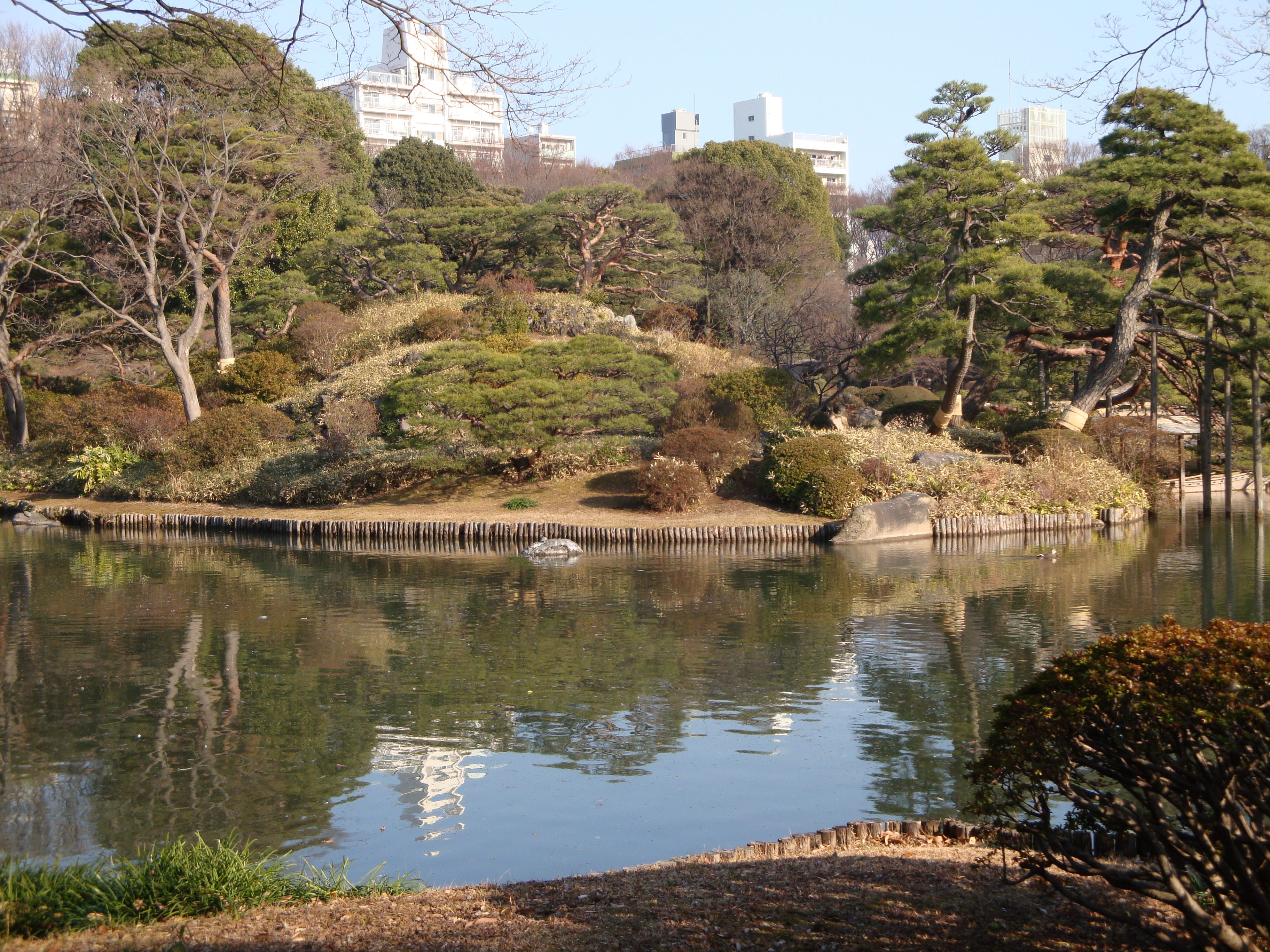
Острів Наканошіма

Площа парку становить сьогодні близько 9 га. На території росте сім тисяч дерев, в тому числі сакура, численні японські клени, сосни, азалії, магнолії і камелії. Вхід в парк здійснюється з його центральної частини через масивні ворота. Додатковою прикрасою цієї зони служить величезна плакуча вишня (Prunus pendula f. Pendula).
Найпривабливішою частиною парку є водойма, по берегах якої проходить маршрут з численними видовими точками на різні зони саду. Найбільший з островів ставка носить назву Фудзімі-яма («Пік з видом на гору Фудзі»). На острові насипаний пагорб висотою 35 м — в хорошу, ясну породу з його вершини можна побачити гору Фудзі, яка знаходиться за 150 км на захід від Токіо. Інший острів — Наканошіма — вміщує два пагорба меншого розміру з назвами Імояма і Сеяма. У колишні часи чоловіків в Японії називали «se», а жінок — «imo» і, крім того, два пагорба символізують божественне подружжя Ізанагі та Ізанамі — героїв древнього міфу про походження Японії. Ще один, зовсім невеликий кам'янистий острівець — Гораідзіма — створений на основі містичної символіки, спрямованої на досягнення надприродних сил. Води ставка, які омивають острови і утворюють невеликі лагуни, заповнені коропами і маленькими черепахами.
Один з чайних будиночків в парку Рікугіен — Цуцудзіночая — був побудований в період Мейдзі з використанням деревини старих дерев. Йому вдалося благополучно пережити руйнівну війну, і зараз будиночок є пам'яткою завдяки своїй рідкісній і красивій формі. Найбільш ефектно чайний будиночок виглядає восени, коли листя оточуючих його японських кленів набувають яскраві червоно-оранжеві відтінки. Другий чайний будиночок, який називається «Будиночок для спостережень за Драконом» знаходиться поруч з альтанкою на річці, що протікає через ущелину. Вода тече вниз через скелі, утворюючи туман. З альтанки відкривається прекрасний вид на Камінь «Сплячий Дракон» і деякі інші визначні пам'ятки, а звук дзюрчання води сприяє розслабленню і дозволяє на якийсь час забути про метушливе міське життя.
Кам'яний міст Тогецукіо названий на честь твору жанру вака, який розповідає про місяць, що пливе по небу і журавля, що притулився в рисових полях неподалік. Міст підтримується за допомогою двох великих кам'яних плит.